# 427 Галена
427 Галена (427 Galene) — астероїд головного поясу, відкритий 27 серпня 1897 року Огюстом Шарлуа у Ніцці.